# Ottone IV di Wittelsbach
Ottone IV di Wittelsbach, (anche noto come Ottone IV di Scheyern oppure, secondo un'altra numerazione, Ottone V di Scheyern) (1083 circa – 4 agosto 1156), è stato un nobile tedesco fu conte di Scheyern e conte palatino della Baviera.

## Biografia
Fu il secondo figlio di Eccardo I, conte di Scheyern e di Richgarda di Istria-Carniola della stirpe di Weimar, figlia di Ulrico I e Sofia d'Ungheria.
Ottone si chiamò Ottone di Wittelsbach, in onore del castello di Wittelsbach vicino ad Aichach, castello ottenuto nel 1116 per aver servito Enrico V di Franconia, imperatore dei Romani, nella sua prima Italienzug nel 1110-1111. Nel 1111, partecipò al sequestro del papa Pasquale II e fu scomunicato, nel 1121, a titolo di espiazione, fondò l'abbazia di Indersdorf, la scomunica venne in seguito annullata tramite una bolla emessa da Papa Callisto II.
L'imperatore Enrico V lo aveva già indicato come "Otto von Wittelsbach" in un documento nel 1115 mentre in un documento del 13 luglio del 1116 viene indicato come "comes Otto de Witelinesbahc". Le prime menzioni attendibili di Ottone come conte palatino di Baviera sono successive al 1120/1121.

## Matrimonio e figli
Otto sposò Heilika di Pettendorf-Lengenfeld, figlia del conte Federico III di Pettendorf-Lengenfeld-Hopfenohe, il 13 luglio 1116.
Essi ebbero otto figli:
- Ermanno;
- Ottone, VI conte palatino, primo duca di Baviera della dinastia Wittelsbach;
- Corrado di Wittelsbach, arcivescovo di Magonza e poi arcivescovo di Salisburgo;
- Federico II di Wittelsbach († 1198/99) sposò il 1184 una figlia del conte di Mangold (Donau) wörth;
- Udalrico di Wittelsbach († 29 marzo 1179);
- Ottone VII, conte palatino († 1189), sposò Benedicta di Donauwörth, figlia del conte di Mangold (Donau)wörth. Padre di Ottone VIII, conte Palatino di Baviera, che assassinò Filippo di Svevia;
- Edvige († 16 luglio 1174) che sposò (prima del 1153) Bertoldo III, conte di Andechs (1123 - 14 dicembre 1188);
- Adelaide, sposò Ottone II di Stefling.

## Ascendenza
|                            |                     |                        | Genitori                |  |  | Nonni |  |  | Bisnonni |  |  | Trisnonni |  |
|                            |                     |                        |                         |  |  |       |  |  | …        |  |  | …         |  |
|                            |                     |                        |                         |  |  |       |  |  | …        |  |  | …         |  |
|                            |                     | …                      |                         |  |  |       |  |  | …        |  |  |           |  |
| Ottone I di Scheyern       |                     |                        |                         |  |  |       |  |  | …        |  |  |           |  |
|                            |                     | …                      | …                       |  |  |       |  |  |          |  |  |           |  |
|                            |                     | …                      | …                       |  |  |       |  |  |          |  |  |           |  |
|                            |                     | …                      | …                       |  |  |       |  |  |          |  |  |           |  |
| Eccardo I di Scheyern      |                     | …                      |                         |  |  |       |  |  |          |  |  |           |  |
|                            |                     | …                      | …                       |  |  |       |  |  |          |  |  |           |  |
|                            |                     | …                      | …                       |  |  |       |  |  |          |  |  |           |  |
|                            |                     | …                      | …                       |  |  |       |  |  |          |  |  |           |  |
| Haziga di Dießen           |                     | …                      |                         |  |  |       |  |  |          |  |  |           |  |
|                            |                     | …                      | …                       |  |  |       |  |  |          |  |  |           |  |
|                            |                     | …                      | …                       |  |  |       |  |  |          |  |  |           |  |
|                            |                     | …                      | …                       |  |  |       |  |  |          |  |  |           |  |
| Ottone IV di Wittelsbach   |                     | …                      |                         |  |  |       |  |  |          |  |  |           |  |
|                            | Poppo I di Carniola | Guglielmo II di Weimar |                         |  |  |       |  |  |          |  |  |           |  |
|                            | Poppo I di Carniola | Guglielmo II di Weimar |                         |  |  |       |  |  |          |  |  |           |  |
|                            | Poppo I di Carniola | …                      |                         |  |  |       |  |  |          |  |  |           |  |
| Ulrico I di Carniola       | Poppo I di Carniola |                        |                         |  |  |       |  |  |          |  |  |           |  |
|                            |                     | Hadamut del Friuli     | …                       |  |  |       |  |  |          |  |  |           |  |
|                            |                     | Hadamut del Friuli     | …                       |  |  |       |  |  |          |  |  |           |  |
|                            |                     | Hadamut del Friuli     | …                       |  |  |       |  |  |          |  |  |           |  |
| Richgarda di Weimar-Istria |                     | Hadamut del Friuli     |                         |  |  |       |  |  |          |  |  |           |  |
|                            |                     | Béla I d'Ungheria      | Vazul                   |  |  |       |  |  |          |  |  |           |  |
|                            |                     | Béla I d'Ungheria      | Vazul                   |  |  |       |  |  |          |  |  |           |  |
|                            |                     | Béla I d'Ungheria      | …                       |  |  |       |  |  |          |  |  |           |  |
| Sofia d'Ungheria           |                     | Béla I d'Ungheria      |                         |  |  |       |  |  |          |  |  |           |  |
|                            |                     | Richeza di Polonia     | Miecislao II di Polonia |  |  |       |  |  |          |  |  |           |  |
|                            |                     | Richeza di Polonia     | Miecislao II di Polonia |  |  |       |  |  |          |  |  |           |  |
|                            |                     | Richeza di Polonia     | Richeza di Lotaringia   |  |  |       |  |  |          |  |  |           |  |
|                            |                     | Richeza di Polonia     |                         |  |  |       |  |  |          |  |  |           |  |